# Зимник (Красноярский край)
Зимник — деревня в Абанском районе Красноярского края России. Входит в состав Новоуспенского сельсовета.

## История
Деревня Зимник была основана в 1900 году. По данным 1926 года в деревне имелось 79 хозяйств и проживало 378 человек (в основном — русские). В административном отношении Зимник являлся центром сельсовета Абанского района Канского округа Сибирского края.

## География
Деревня находится в восточной части Красноярского края, к северу от реки Киска (приток реки Абан), на расстоянии приблизительно 11 километров (по прямой) к северо-северо-востоку (NNE) от посёлка Абан, административного центра района. Абсолютная высота — 258 метров над уровнем моря.

## Население
| 1926 | 1989 | 2002 | 2010 |
| ---- | ---- | ---- | ---- |
| 378  | ↘194 | ↗292 | ↘239 |

Гендерный состав
По данным Всероссийской переписи населения 2010 года в гендерной структуре населения мужчины составляли 51,5 %, женщины — соответственно 48,5 %.
Национальный состав
Согласно результатам переписи 2002 года, в национальной структуре населения русские составляли 93 %.

## Инфраструктура
В деревне функционируют детский сад, фельдшерско-акушерский пункт и библиотека.

## Улицы
Уличная сеть деревни состоит из двух улиц (ул. Молодёжная и ул. Советская).